# Arnøya
Arnøya is een eiland in de provincie Troms in Noorwegen. Het eiland maakt deel uit van de gemeente Skjervøy. Op het eiland  liggen nog vier kleine dorpen. Arnøya heeft veerverbindingen met Nikkeby op het eiland Laukøya en Storstein op Kågen.